# Kościół Santa Maria della Fava
Kościół Santa Maria della Fava – rzymskokatolicki kościół w Wenecji, w dzielnicy (sestiere) Castello. Administracyjnie należy do Patriarchatu Wenecji. Jest rektorskim w parafii Purificazione di Maria (potocznie Santa Maria Formosa), wchodzącej w skład dekanatu San Marco - Castello. Obecny budynek pochodzi z połowy XVIII wieku.

## Historia

### Kaplica
Początki kościoła związane są z kaplicą Santa Maria de la Consolazione w rejonie San Lio. Mieszkająca tam rodzina Amadi wystawiała na ścianach przyulicznych domów wiele świętych obrazów dla wzrostu kultu Maryi Dziewicy. Jeden z nich, przedstawiający Matkę Bożą Pocieszenia (Santa Maria de la Consolazione), zyskał wkrótce miano cudownego, co potwierdził w 1480 roku patriarcha Wenecji, Maffeo Gherardi. Wówczas jeden z przedstawicieli rodu, Luigi Amadi wraz z kilkoma innymi szlachcicami zwrócili się do patriarchy z prośbą o wzniesienie kaplicy, w której mogliby umieścić święty wizerunek. Dekretem z 10 listopada 1480 roku patriarcha wyraził zgodę na wzniesienie kaplicy, wyznaczając potomków rodziny Amadi na jego wieczystych kuratorów. W 1496 roku kaplica została ukończona. Wewnątrz, na ołtarzu, został umieszczony cudowny obraz Santa Maria de la Consolazione, chociaż wierni na jego określenie używali zawsze nazwy Santa Maria de la Fava (Najświętsza Maryja Panna od Fasoli). Nazwa ta nawiązuje do słodkich ciastek z fasoli (lub w kształcie fasoli), wypiekanych przez pobliską piekarnię i spożywanych przez mieszkańców podczas odwiedzania rodzinnych grobów w Dzień Zaduszny. Inne wyjaśnienie nazwy Fava w wezwaniu nawiązuje być może do worków z fasolą, które wyładowywano z zacumowanych w pobliżu barek. Bardziej prawdopodobne jest jednak pochodzenie tej nazwy od nazwiska rodziny Fava.
XVI wiek cechował się wzrastającym kultem obrazu. 2 lipca 1572 roku patriarcha nadał kaplicy przywilej przechowywania Eucharystii w jej tabernakulum. 12 maja 1573 roku kaplica została uroczyście poświęcona otrzymując wezwanie Matki Bożej Pocieszenia (Santa Maria de la Consolazione), z dodatkiem Nawiedzenie św. Elżbiety (Visitazione a Santa Elisabetta). W 1622 roku papież Grzegorz XV udzielił odpustu zupełnego tym, którzy w dniu Nawiedzenia Najświętszej Maryi Panny odwiedzili kaplicę. W tym samym roku kaplica przeszła w ręce oratorian, zakonu założonego przez św. Filipa Neri.

### Kościół
W 1701 roku zakon otrzymał zgodę doży na budowę kościoła. 5 sierpnia 1705 roku uroczyście wmurowano kamień węgielny, poświęcony przez patriarchę Wenecji, Giovanniego Alberta Badoera. Prace rozpoczęły się według projektu Antonio Gaspariego. W 1715 roku zostały przerwane. Gaspari miał trudności z zaakceptowaniem swojego projektu inspirowanego tradycją rzymską, z owalnym planem, kopułą i bębnem. Wnętrze miało mieć lekko zaokrąglone narożniki. Filipini nie zgodzili się na wzniesienie wysokiej kopuły nad nawą, ani bocznych dzwonnic, flankujących fasadę. W 1725 roku zbudowano ołtarze boczne, prawdopodobnie według projektu Domenica Rossiego. W 1736 roku, gdy trwały prace przy nowym kościele i odprawiano w nim msze, dawna kaplica Santa Maria de la Fava została całkowicie wyburzona, ale dla zachowania pamięci o niej zaznaczono marmurowymi płytkami na chodniku jej obrys, który przetrwał do dzisiaj. Plac, na którym się znajdowała, otrzymał nazwę Campo de la Fava. W latach 1750–1753 ukończono budowę kościoła według projektów Giorgio Massariego, który w dużej mierze kontynuował idee Gaspariego. Massari ukończył prezbiterium z kopułą, ołtarzami i sklepieniem. 1 kwietnia 1753 roku nowy kościół został konsekrowany. Wraz z jego budową przebudowano również pierwotne filipińskie oratorium, które znajduje się obecnie za absydą kościoła.
W 1797 roku upadła Republika Wenecka. Na mocy edyktów napoleońskich zakon filipinów został zniesiony, ale w 1821 roku przywrócony. W 1912 roku filipini opuścili Wenecję. 16 czerwca tego samego roku kościół i oratorium przeszły w ręce redemptorystów.

## Architektura

### Fasada
Fasada nigdy nie została ukończona. Nad wysokimi drzwiami znajduje się duży fronton z muszlą, symbolem Matki Boskiej. Po obu stronach drzwi znajdują się duże półkoliste nisze.

## Wnętrze
Wnętrze jest jednonawowe. Po obu stronach znajdują się po trzy kaplice, połączone ze sobą. W niszach widnieją posągi (czterech ewangelistów i czterech świętych) dłuta Giuseppe Bernardiego. Umieszczone powyżej płaskorzeźby przedstawiające sceny z życia św. Filipa Neri są prawdopodobnie również dziełem Bernardiego.

### Prezbiterium

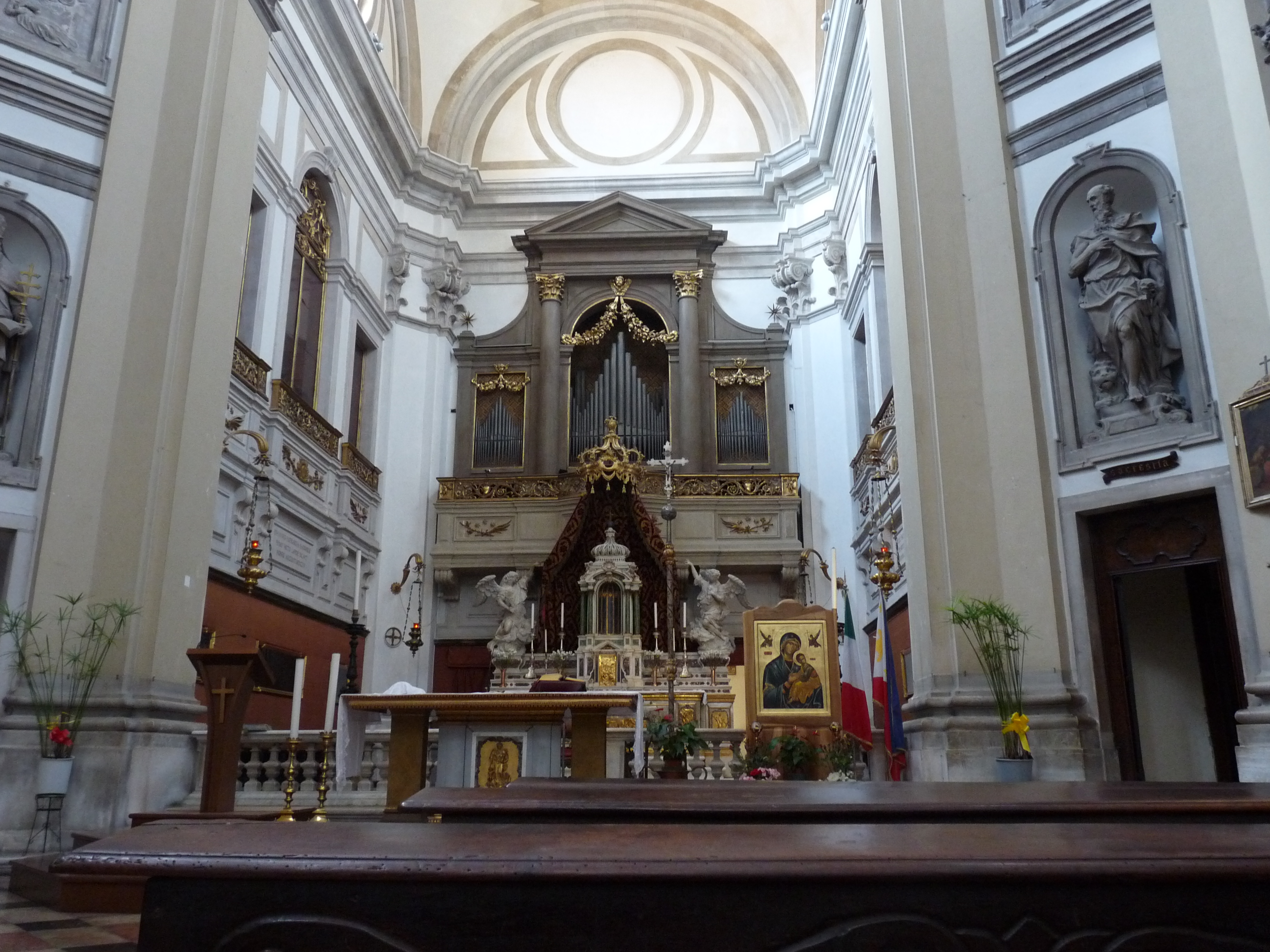
Prezbiterium z ołtarzem głównym i organami

Ołtarz główny jest w stylu barokowym, Wypełniający go obraz (z 1738 roku), oprawiony w ramy z pozłacanej miedzi i srebra, przedstawia sceny biblijne i obrazy Eucharystii. Na mensie ołtarzowej stoi tabernakulum, ozdobione drobnym marmurem oraz dwoma kamiennymi posągami aniołów dłuta Giovanniego Marii Morleitera, umieszczonych po jego bokach.
Na tylnej ścianie, na chórze muzycznym znajdują się organy, zamontowane w drewnianej obudowie. Prospekt organowy pokrywają pozłacane dekoracje autorstwa Pietra Nacchiniego z 1754 roku.

### Nawa

#### Prawa strona
- pierwszy ołtarz wypełnia obraz Edukacja Maryi (lub Św. Anna, Madonna z Dzieciątkiem i św. Joachim), dzieło Giovanniego Battisty Tiepola z 1732 roku[2];
- drugi ołtarz nosi wezwanie Santa Maria de la Fava, które następnie zostało nadane całemu kościołowi. Na mensie znajduje się niewielki obraz olejny Santa Maria della Consolazione (Matki Bożej Pocieszenia), XV-wieczne dzieło nieznanego artysty. W ołtarzu jest umieszczony obraz Nawiedzenie Jacopa Amigoniego z 1743 roku[2];
- trzeci ołtarz zdobi obraz Madonna z Dzieciątkiem i bł. Grzegorz Barbarigo pędzla Giambettina Cignaroli z 1761 roku[2].

#### Lewa strona
- pierwszy ołtarz wypełnia obraz Madonna z Dzieciątkiem i św. Franciszkiem Salezym, dzieło Jacopa Amigoniego z 1743 roku[2];
- drugi ołtarz zdobi obraz Wizja św. Filipa Nereusza[3] (lub Objawienie się Matki Bożej św. Filipowi Nereuszowi), pędzla Giovanniego Battisty Piazzetty[2];
- w trzecim ołtarzu znajduje się obraz Chrystus Ukrzyżowany między Maryją Dziewicą, św. Janem i Marią Magdaleną Gregoria Lazzariniego[2].

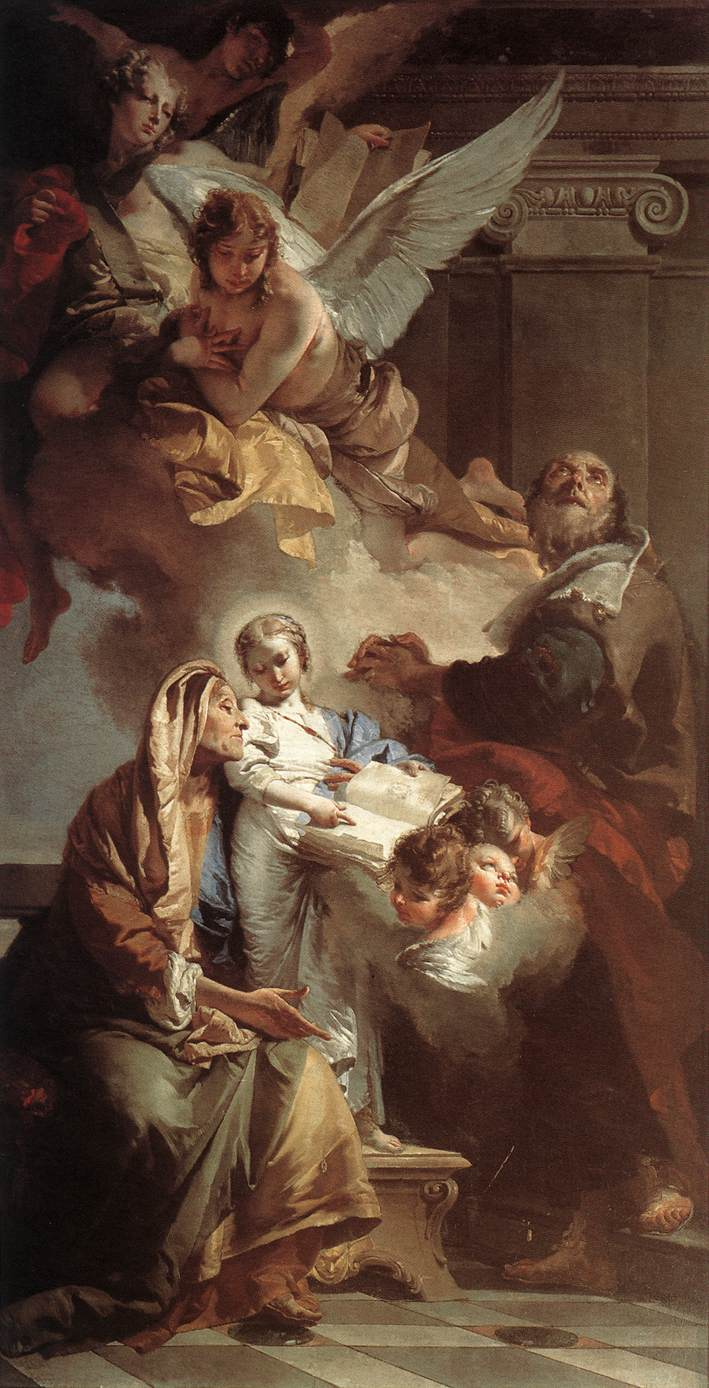
Giovanni Battista Tiepolo, Edukacja Maryi, ok. 1732
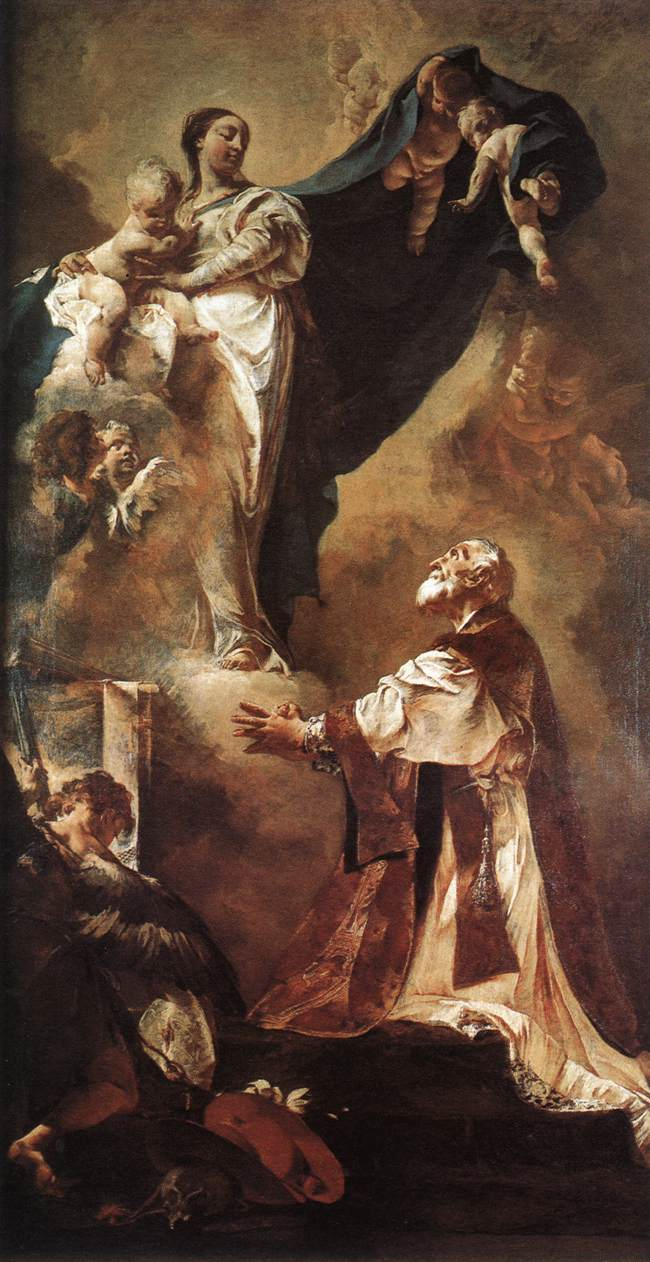
Giovanni Battista Piazzetta, Wizja św. Filipa Nereusza, 1726